# ماريلا مأمون
ماريلا مأمون وُلِدَت في 16 أيار/مايو 1982م، هيَ سَبَّاحَة سورية سابِقة، مُتَخَصّصة في السباقات الحُرَّة مُتَوَسِّطة المَسافة.
نافَسَت ماريلا فقط في سباق 200 متر حرة لِلسيدات في دورة الألعاب الأولمبية الصيفية 2000 والتي أقيمت في سيدني. تَلَقّت تَذكرة من (فينا) في إطار بَرنامِج عالمي، بوقت دُخول من 2:16-17. نافست بشدة ضد اثنين من السباحات، هنّ نيشا الدخن من الهند وباميلا فاسكيز من هندوراس. كانَت عَلى مَقربَة صَغيرة مِن حَقل السبَّاحين إلى آخر مَكان في وقت 2: 18.78، متخلفة عن نيشا بحوالي عشر ثوانٍ. وفَشِلَت ماريلا في التقدم إلى الدور قَبلَ النِّهائي، حيث أنها أحرزت المركز التاسع والثلاثين بشكل عام في الأدوار التمهيدية.

## روابط خارجية
- ماريلا مأمون على موقع الاتحاد الدولي للسباحة (الإنجليزية)
- ماريلا مأمون على موقع اللجنة الأولمبية الدولية (الإنجليزية)
- ماريلا مأمون على موقع أوليمبيديا (الإنجليزية)